# Radicación

En un sistema de coordenadas cartesianas se han representado las curvas de algunas raíces, así como de sus potencias, en el intervalo [0,1]. La diagonal, de ecuación y = x, es eje de simetría entre cada curva y la curva de su inversa.

En las matemáticas, la radicación es el proceso de hallar raíces de orden n de un número a.
De modo que en los números reales, se verifica que, en las raíces de orden impar: {\displaystyle {\sqrt[{n}]{a}}=x}, donde n es llamado índice u orden, a es llamado radicando, y x es la raíz enésima. 
Y en las raíces de orden par:
{\displaystyle \pm {\sqrt[{n}]{a}}=\pm x}, donde n es llamado índice u orden, a es llamado radicando, y {\displaystyle \pm x} son las dos raíces enésimas. 
- Las raíces de orden dos de {\displaystyle a}, se llaman raíces cuadradas de {\displaystyle a} y se escriben como {\displaystyle {\sqrt {a}}} y {\displaystyle -{\sqrt {a}}.} También se pueden denotar como {\displaystyle \pm {\sqrt {a}}}.

- La raíz de orden tres de {\displaystyle a}, se llama raíz cúbica de {\displaystyle a} y se escribe como {\displaystyle {\sqrt[{3}]{a}}.}

- Las raíces de órdenes superiores se nombran usando números ordinales, por ejemplo, raíz cuarta, raíz quinta, raíz sexta o raíz séptima.

La radicación se puede considerar operación inversa a la potenciación sólo cuando el índice (o exponente) es impar, por ejemplo: {\displaystyle (-2)^{3}=-8}  y  {\displaystyle {\sqrt[{3}]{-8}}=-2}.
Pero cuando el índice es par, no se pueden considerar operaciones inversas, ya que por ejemplo: {\displaystyle (-3)^{2}=9}  y  {\displaystyle \pm {\sqrt {9}}=\pm 3}. Además del {\displaystyle -3} original, se obtiene un {\displaystyle 3}, que también es raíz.

## Definición y notación
Se define la raíz enésima de un número a, donde n es un número entero positivo, a cualquiera de las n soluciones reales o complejas de la ecuación:
{\displaystyle x^{n}-a=0}
de incógnita x. De esta manera se tiene que:
{\displaystyle x^{n}=a}
El símbolo para las raíces cuadradas (n=2), frecuentemente se escribe sin superíndice: {\displaystyle {\sqrt {a}}} en vez de {\displaystyle {\sqrt[{2}]{a}}}. Para el caso n=1 este es siempre equivalente al radicando: {\displaystyle {\sqrt[{1}]{a}}=a}.
Dentro de los números reales positivos, siempre puede encontrarse una única raíz enésima también positiva. Si el número a es negativo entonces sólo existirá una raíz real cuando el índice n sea impar. La raíz enésima de un número negativo no es un número real (no está definida dentro de los números reales) cuando el índice n es par.
Dentro de los números complejos, para cada número z siempre es posible encontrar exactamente n raíces enésimas diferentes.

## Fundamentos matemáticos

### Relación con la potenciación
La radicación de orden n y la potenciación del mismo orden se anulan entre sí. Tomando la definición general de raíz para reales positivos a y para naturales n se tiene que:
{\displaystyle \left({\sqrt[{n}]{a}}\right)^{n}=a}
La raíz de cierto orden n de un número es equivalente a elevar dicho número a la potencia inversa {\displaystyle {\tfrac {1}{n}}}. De acuerdo con las reglas de potenciación,
{\displaystyle \left(a^{\frac {1}{n}}\right)^{n}=a^{\frac {n}{n}}=a^{1}=a}
de manera que la radicación de orden n puede ser interpretado en realidad como otra forma de expresar una potenciación de exponente {\displaystyle {\tfrac {1}{n}}}.
{\displaystyle {\sqrt[{n}]{a}}=a^{\frac {1}{n}}}

### Singularidad de las raíces de números positivos
Aunque el problema mencionado antes de hallar las raíces de números positivos tiene realmente dos soluciones con distinto signo cuando el índice  n es par, el símbolo {\displaystyle {\sqrt {\ }}} aplicado al radicando, puede verse desde un punto de vista analítico, como una función univaluada y por tanto tiene que devolver un único valor que en principio, por convención, es para la solución positiva. Por ejemplo, la ecuación {\displaystyle x^{2}=4} tiene las soluciones +2 y -2 pero a {\displaystyle {\sqrt {4}}} se le asigna el valor 2 y no -2. Para denotar al -2 se utilizaría {\displaystyle -{\sqrt {4}}}. 
{\displaystyle {\sqrt[{2n}]{x^{2n}}}=|x|\,.}
Cabe aclarar que también existe un enfoque de funciones multivaluadas en la cual el valor obtenido no es único, de tal manera que {\displaystyle {\sqrt {4}}} equivale al conjunto S={-2,2}.

### Raíces de números negativos
El tratamiento de raíces de números negativos no es uniforme. Por ejemplo, de
{\displaystyle (-2)^{3}=-8}
se tiene que -2 es el único número real cuyo cubo da -8. En general, las potencias de exponente natural impar de números negativos dan de nuevo números negativos.
Con respecto a las raíces impares de números negativos, se sigue la pauta de no representar el signo negativo dentro del radicando, pudiendo ser considerado indefinido o no permitido. Tomando este criterio, la solución a la ecuación
{\displaystyle x^{3}=-8}
debe representarse como {\displaystyle -{\sqrt[{3}]{8}}} y no como {\displaystyle {\sqrt[{3}]{-8}}}. Escrito de esta manera, las raíces de números negativos se permiten si el índice de la raíz es un número impar (3, 5, 7, ...), siendo
{\displaystyle {\sqrt[{2n+1}]{-a}}=-{\sqrt[{2n+1}]{a}}}
Representar las raíces de esta manera evita ciertas incompatibilidades y contradicciones con algunas propiedades de las raíces que son válidas para radicandos positivos. Una muestra de ello puede ser,
{\displaystyle -2={\sqrt[{3}]{-8}}\neq {\sqrt[{6}]{(-8)^{2}}}={\sqrt[{6}]{64}}=+2.}
La representación considerada indefinida tampoco funciona con la fórmula
{\displaystyle {\displaystyle {\sqrt[{n}]{a}}=a^{\frac {1}{n}}=\exp \left({\frac {1}{n}}\ln a\right)}}
dado que el logaritmo de un número negativo no está definido (a  no puede ser negativo).
Las raíces de índice par de números negativos no pueden ser números reales, puesto que las potencias de exponente par de estos números nunca son negativas. No existe un número real x, tal que {\displaystyle x^{2}=-1}, por lo que no se puede hallar {\displaystyle x={\sqrt {-1}}} dentro de los números reales. La necesidad de raíces de números negativos permitió la introducción de los números complejos. Sin embargo, en el dominio de los números complejos las raíces de números negativos también tienen ciertas restricciones.

### Propiedades
Por lo descrito antes, las propiedades de la potenciación se cumplen también con la radicación. Para que estas propiedades se cumplan, se exige que el radicando de las raíces sea positivo.
Extensiones :
se pueden definir raíces con índices de todo tipo , es decir , índice que involucran a cualquier campo numerico.
Uno de los mayores problemas en el ámbito educativo escolar primario , es que se le suele decir a los alumnos que el índice de una raíz debe limitarse únicamente a ser un número natural , sin embargo teniendo en cuenta las propiedades de las potenciaciones podemos calcular radices con índices de cualquier tipo de número , por ejemplo :
1-raíz con indice fraccionario :
raíz con índice (1/2) de (9)
Para resolver esta raíz primero debemos recordar una de las principales propiedades de la potenciación la cual es
a^(b/c)=raíz con índice (c) de (a^b)
De esta manera podemos definir también a la siguiente raíz :
Raíz con índice (1/2) de (9)=
raíz con índice (1/2) de (9^1)=
9^[1/(1/2)]=9^2=81
Por lo ranto :
Raíz con índice (1/2) de (9)=81
Y en general podemos decir que :
raíz con índice (a/b) de (c) = c^(b/a) = 
raíz con índice (a) de (c^b).

#### Raíz de un producto
| La raíz de un producto es igual al producto de las raíces de los factores nombrados anteriormente. {\displaystyle {\sqrt[{n}]{{a}\cdot {b}}}={\sqrt[{n}]{a}}\cdot {\sqrt[{n}]{b}}} {\displaystyle {a},{b}>0} |

Ejemplo:
{\displaystyle {\sqrt {3^{2}\cdot 2^{4}}}} = {\displaystyle {\sqrt {3^{2}}}\cdot {\sqrt {2^{4}}}} = {\displaystyle {\sqrt {9}}\cdot {\sqrt {16}}=3\cdot 4=12.}
Se llega a igual resultado de la siguiente manera:
{\displaystyle {\sqrt {3^{2}\cdot 2^{4}}}={\sqrt {9\cdot 16}}={\sqrt {144}}=12.}

#### Raíz de un cociente
| La raíz de una fracción es igual al cociente de la raíz del numerador entre la raíz del denominador. {\displaystyle {\sqrt[{n}]{\frac {a}{b}}}={\frac {a^{1/n}}{b^{1/n}}}} = {\displaystyle {\frac {\sqrt[{n}]{a}}{\sqrt[{n}]{b}}}} |

Ejemplo:
{\displaystyle {\sqrt {\frac {9}{4}}}={\frac {\sqrt {9}}{\sqrt {4}}}} = {\displaystyle {\frac {3}{2}}.}

#### Raíz de una raíz
| Para calcular la raíz de una raíz se multiplican los índices de las raíces y se conserva el radicando. {\displaystyle {\sqrt[{n}]{\sqrt[{m}]{a}}}} = {\displaystyle {\sqrt[{n\cdot m}]{a}}.} |

Ejemplo
{\displaystyle {\sqrt[{3}]{\sqrt[{2}]{64}}}={\sqrt[{3\cdot 2}]{64}}={\sqrt[{6}]{64}}=2}

#### Potencia de una raíz
| Para calcular la potencia de una raíz se eleva el radicando a esa potencia. {\displaystyle \left({\sqrt[{n}]{a}}\right)^{m}={\sqrt[{n}]{a^{m}}}=a^{\frac {m}{n}}} |

Ejemplo: si m = 3 y n = 4:
{\displaystyle \left({\sqrt[{4}]{x}}\right)^{3}={\sqrt[{4}]{x^{3}}}=x^{\frac {3}{4}}}

#### Otras propiedades
Utilizando las propiedades fundamentales, se pueden obtener otras propiedades, como por ejemplo, el cálculo de la raíz de un producto con el mismo radicando y distintos índices, que se obtiene multiplicando los índices de las raíces y conservando el radicando elevado a la suma de los índices.
{\displaystyle {\sqrt[{m}]{a}}\cdot {\sqrt[{n}]{a}}=a^{{\frac {1}{m}}+{\frac {1}{n}}}=a^{\frac {m+n}{mn}}={\sqrt[{m\cdot n}]{{a}^{m+n}}}}.

## Formas simplificadas
Una expresión radical no anidada se dice que está en forma simplificada si
1. No tiene factores en el radicando que puedan escribirse como potencias mayores o iguales que el índice.
2. No hay fracciones bajo el signo radical
3. No hay radicales en el denominador.

Por ejemplo, para escribir la expresión radical {\displaystyle {\sqrt {\tfrac {32}{5}}}} en forma simplificada, se procede como sigue. Primero, se buscan cuadrados perfectos bajo el signo de la raíz cuadrada y se eliminan:
{\displaystyle {\sqrt {\tfrac {32}{5}}}={\sqrt {\tfrac {16\cdot 2}{5}}}=4{\sqrt {\tfrac {2}{5}}}}
Después, hay una fracción bajo el signo radical, la cual se cambiara como:
{\displaystyle 4{\sqrt {\tfrac {2}{5}}}={\frac {4{\sqrt {2}}}{\sqrt {5}}}}
Finalmente, se elimina el radical del denominador como sigue:
{\displaystyle {\frac {4{\sqrt {2}}}{\sqrt {5}}}={\frac {4{\sqrt {2}}}{\sqrt {5}}}\cdot {\frac {\sqrt {5}}{\sqrt {5}}}={\frac {4{\sqrt {10}}}{5}}={\frac {4}{5}}{\sqrt {10}}}

### Suma y resta de radicales
Radicales semejantes son aquellos radicales que después de simplificados tienen el mismo índice y el mismo radicando. Para sumar y restar radicales semejantes se saca factor común el radical semejante de todos los términos. En el caso en que no sean semejantes, no se pueden sumar ni restar, por ejemplo:
{\displaystyle 7{\sqrt[{4}]{3}}+{\sqrt[{4}]{3}}+10{\sqrt[{4}]{3}}=(7+1+10){\sqrt[{4}]{3}}=18{\sqrt[{4}]{3}}.}

### Racionalización
Racionalizar una expresión consiste en eliminar los radicales del denominador, transformando la expresión en otra equivalente. El caso más sencillo es cuando se tiene solo una raíz enésima {\displaystyle {\sqrt[{n}]{a^{p}}}} en el denominador, de forma que se simplifica el denominador multiplicando el numerador y el denominador por {\displaystyle {\sqrt[{n}]{{a}^{n-p}}}}.
Cuando hay un denominador que contiene radicales, siempre es posible encontrar un factor para multiplicar el numerador y el denominador y así simplificar la expresión. Por ejemplo, usando la factorización de la suma de dos cubos:
{\displaystyle {\frac {1}{{\sqrt[{3}]{a}}+{\sqrt[{3}]{b}}}}={\frac {{\sqrt[{3}]{a^{2}}}-{\sqrt[{3}]{ab}}+{\sqrt[{3}]{b^{2}}}}{\left({\sqrt[{3}]{a}}+{\sqrt[{3}]{b}}\right)\left({\sqrt[{3}]{a^{2}}}-{\sqrt[{3}]{ab}}+{\sqrt[{3}]{b^{2}}}\right)}}={\frac {{\sqrt[{3}]{a^{2}}}-{\sqrt[{3}]{ab}}+{\sqrt[{3}]{b^{2}}}}{a+b}}\,.}

## Cálculo de la raíz enésima

### Mediante funciones
El cálculo efectivo de la raíz se hace mediante las funciones logaritmo y exponencial:
{\displaystyle {\sqrt[{n}]{x}}=x^{\frac {1}{n}}=\exp \left({\frac {\ln {x}}{n}}\right)}
donde x tiene que ser un número real positivo.

### Algoritmo de la raíz enésima
La raíz enésima de un número A puede ser calculada mediante el algoritmo de la raíz enésima, un caso especial del método de Newton. Comienza con un supuesto valor inicial x0 y luego se itera usando la relación de recurrencia
{\displaystyle x_{k+1}={\frac {1}{n}}\left({(n-1)x_{k}+{\frac {A}{x_{k}^{n-1}}}}\right)}
hasta que se alcance la precisión deseada.
Dependiendo de la aplicación, puede ser suficiente con usar únicamente la primera aproximación del método de Newton:
{\displaystyle {\sqrt[{n}]{x^{n}+y}}\approx x+{\frac {y}{nx^{n-1}}}.}
Por ejemplo, para encontrar la raíz quinta de 34, nótese que 25 = 32 por lo tanto x = 2, n = 5 e y = 2 en la fórmula anterior. Esto proporciona
{\displaystyle {\sqrt[{5}]{34}}={\sqrt[{5}]{32+2}}\approx 2+{\frac {2}{5\cdot 16}}=2.025.}
El error en la aproximación es de solo del 0.03%.
El método de Newton se puede modificar para producir una fracción continua generalizada para la raíz enésima que puede ser representada de diversas maneras, entre las que están:
{\displaystyle {\sqrt[{n}]{z}}={\sqrt[{n}]{x^{n}+y}}=x+{\cfrac {y}{nx^{n-1}+{\cfrac {(n-1)y}{2x+{\cfrac {(n+1)y}{3nx^{n-1}+{\cfrac {(2n-1)y}{2x+{\cfrac {(2n+1)y}{5nx^{n-1}+{\cfrac {(3n-1)y}{2x+\ddots }}}}}}}}}}}};}
{\displaystyle {\sqrt[{n}]{z}}=x+{\cfrac {2x\cdot y}{n(2z-y)-y-{\cfrac {(1^{2}n^{2}-1)y^{2}}{3n(2z-y)-{\cfrac {(2^{2}n^{2}-1)y^{2}}{5n(2z-y)-{\cfrac {(3^{2}n^{2}-1)y^{2}}{7n(2z-y)-\ddots }}}}}}}}.}

### Series infinitas
La raíz enésima puede representarse mediante la serie infinita:
{\displaystyle {\sqrt[{n}]{1+x}}=\sum _{k=0}^{\infty }{\binom {1/n}{k}}x^{k}}
siendo
{\displaystyle {\binom {1/n}{k}}={\frac {{\frac {1}{n}}\left({\frac {1}{n}}-1\right)\left({\frac {1}{n}}-2\right)\cdots \left({\frac {1}{n}}-k+1\right)}{k!}}}
con el valor inicial {\displaystyle {\tbinom {1/n}{0}}=1} por ser un producto vacío. Esta serie converge para {\displaystyle |x|<1} y su expresión se deriva de la serie binomial.

## Números complejos
Si {\displaystyle w} es un número complejo, entonces admite una representación mediante módulo y argumento (forma polar) de la forma:
{\displaystyle w=a+bi=re_{}^{i\varphi }}, donde {\displaystyle \;r={\sqrt {a^{2}+b^{2}}},\quad \theta =\arg(a+bi)}
De esta forma, todo complejo {\displaystyle w\in \mathbb {C} } tiene {\displaystyle n} raíces {\displaystyle n}-ésimas, es decir, {\displaystyle z\in \mathbb {C} } tales que {\displaystyle z^{n}=w}, que pueden ser calculadas mediante la fórmula
{\displaystyle z={\sqrt[{n}]{r}}\,e^{i{\varphi +2\pi k \over n}},\ k\in \{0,1,\cdots ,n-1\}}
| Demostración |
| Tenemos {\displaystyle w=re^{i\varphi }}, con {\displaystyle 0}. Sea {\displaystyle z=se^{i\psi }}. Supongamos que {\displaystyle z^{n}=w\Leftrightarrow s^{n}e^{in\psi }=re^{i\varphi }}. Igualando módulo y argumento, esto se da si y sólo si {\displaystyle (1)s^{n}=r\Leftrightarrow s={\sqrt[{n}]{r}}} {\displaystyle (2)n\psi \equiv \varphi \mod 2\pi ,~k\in \mathbb {Z} \Longleftrightarrow n\psi \equiv \varphi +2\pi k\mod 2\pi ,k\in \mathbb {Z} \Longleftrightarrow \psi \equiv {\frac {\varphi +2\pi k}{n}}\mod 2\pi ,k\in \mathbb {Z} \Longleftrightarrow \psi \equiv {\frac {\varphi +2\pi k}{n}}\mod 2\pi ,k\in \{0,1,\dots ,n-1\}} {\displaystyle \square } |

Por tanto, “Las raíces enésimas de un complejo , son n complejos, de módulo raíz enésima del módulo del complejo inicial, situados en los vértices de un polígono regular, (con centro en el origen del plano complejo), de n lados, girado un enésimo del ángulo , del complejo inicial”
Lo que significa que la raíz enésima del complejo,{\displaystyle w=a+bi} , de módulo {\displaystyle r={\mid H\mid }=\mid {\sqrt {a^{2}+b^{2}}}\mid } y ángulo {\displaystyle \varphi =\arctan {b \over a}}, son n complejos de módulo {\displaystyle {\sqrt[{n}]{\mid }}H\mid } , y ángulos {\displaystyle {\varphi +2k\pi  \over n}\ ,\ k\in \{0,1,\cdots ,n-1\}}
Ejemplo
{\displaystyle {\sqrt[{3}]{1}}={\sqrt[{3}]{1\,e^{i0}}}=\left\{{\begin{array}{ccc}{\sqrt[{3}]{1}}\,e^{i{0+2\pi \cdot 0 \over 3}}&=&1+0i\\{\sqrt[{3}]{1}}\,e^{i{0+2\pi \cdot 1 \over 3}}&=&-{1 \over 2}+{{\sqrt {3}} \over 2}i\\{\sqrt[{3}]{1}}\,e^{i{0+2\pi \cdot 2 \over 3}}&=&-{1 \over 2}-{{\sqrt {3}} \over 2}i\end{array}}\right.}